# Cymodoce rubropunctata
Cymodoce rubropunctata is een pissebeddensoort uit de familie van de Sphaeromatidae. De wetenschappelijke naam van de soort is voor het eerst geldig gepubliceerd in 1864 door Grube.